# Kallima
Kallima is een geslacht van vlinders uit de familie Nymphalidae.

## Soorten
- Kallima albofasciata Moore, 1877
- Kallima alompra Moore, 1879
- Kallima buxtoni Moore, 1879
- Kallima horsfieldii (Kollar, 1844)
- Kallima inachus (Boisduval, 1846)
- Kallima jacksoni Sharpe, 1896
- Kallima limborgii Moore, 1879
- Kallima knyvetti de Nicéville, 1886
- Kallima paralekta (Horsfield, 1829)
- Kallima philarchus (Westwood, 1848)
- Kallima rumia Doubleday, 1849
- Kallima spiridiva Grose-Smith, 1885
- Kallima sylvia (Cramer, 1776)